# Kylemore Abbey
Kylemore Abbey (Iers: Mainistir na Coille Móire, Klooster van het grote bos) is een beroemd klooster en voormalig landhuis.
Het ligt vlak bij het dorp Letterfrack in Connemara in het Ierse graafschap Galway. Het neogotische gebouw werd tussen 1863 en 1868 gebouwd als landhuis (Kylemore Castle) door een rijke Engelse politicus, Mitchell Henry. Opvallend zijn de miniatuurreplica van de kathedraal van Norwich en de kasteeltuin.
In 1920 werd het aangekocht door uit België gevluchte benedictinessen en sindsdien is het een klooster en van 1923 tot 2010 ook een kostschool voor meisjes. Het huis en de tuin zijn voor publiek toegankelijk.
Het is een imposant gebouw dat door zijn ligging in een vrijwel leeg gebied extra opvalt.

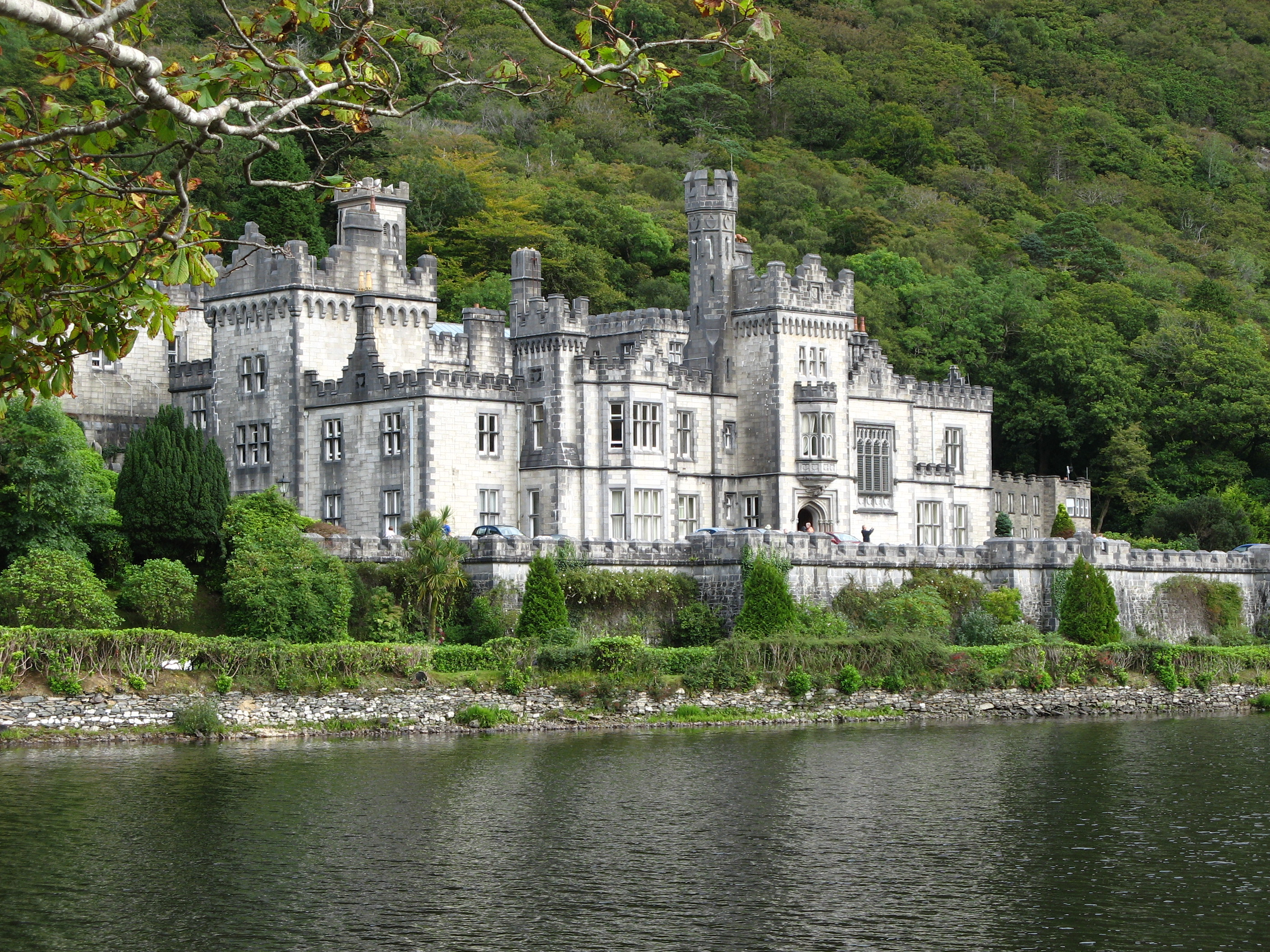
Kylemore Abbey (2007)
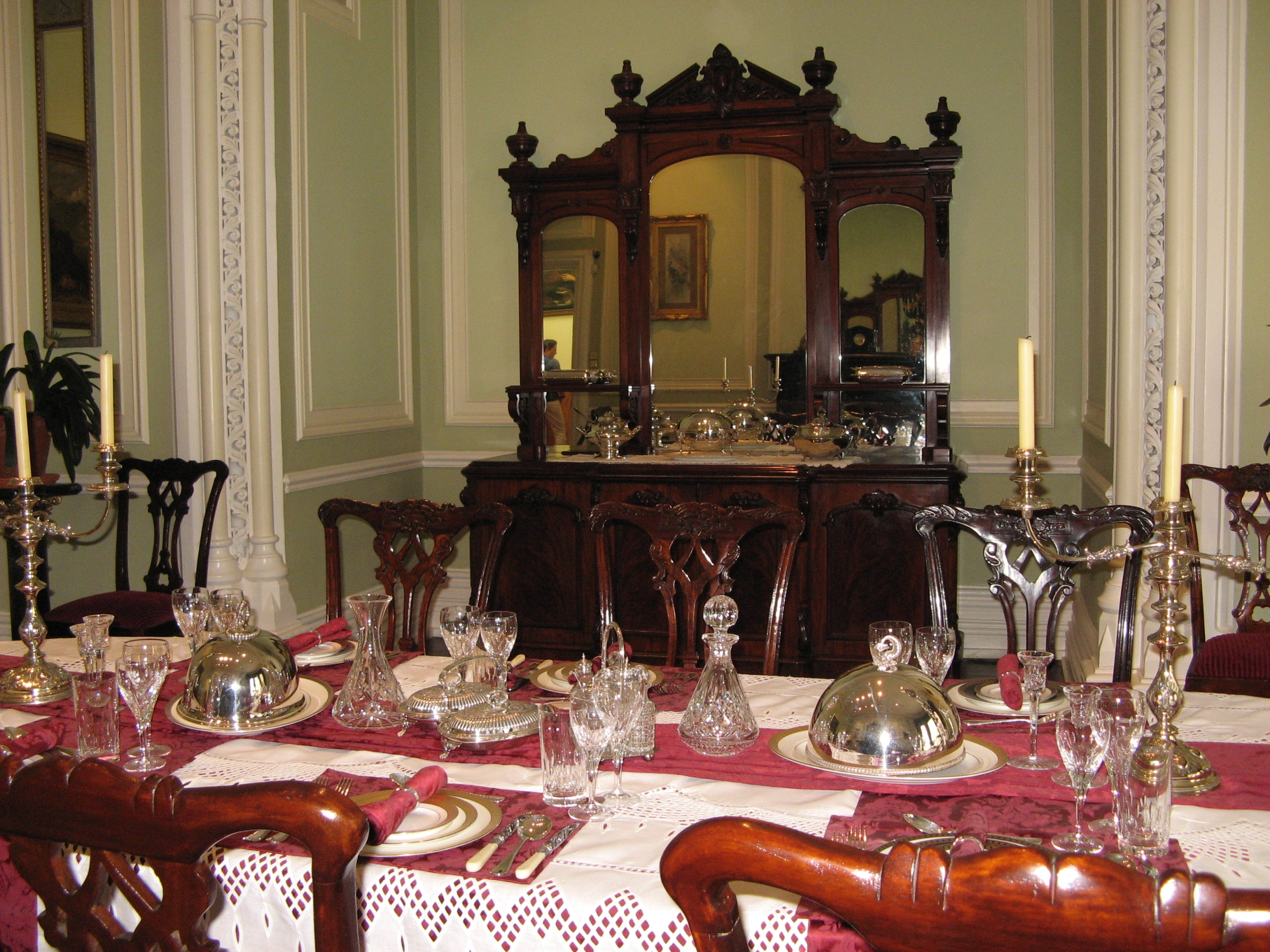
Interieur van Kylemore Abbey (2007)
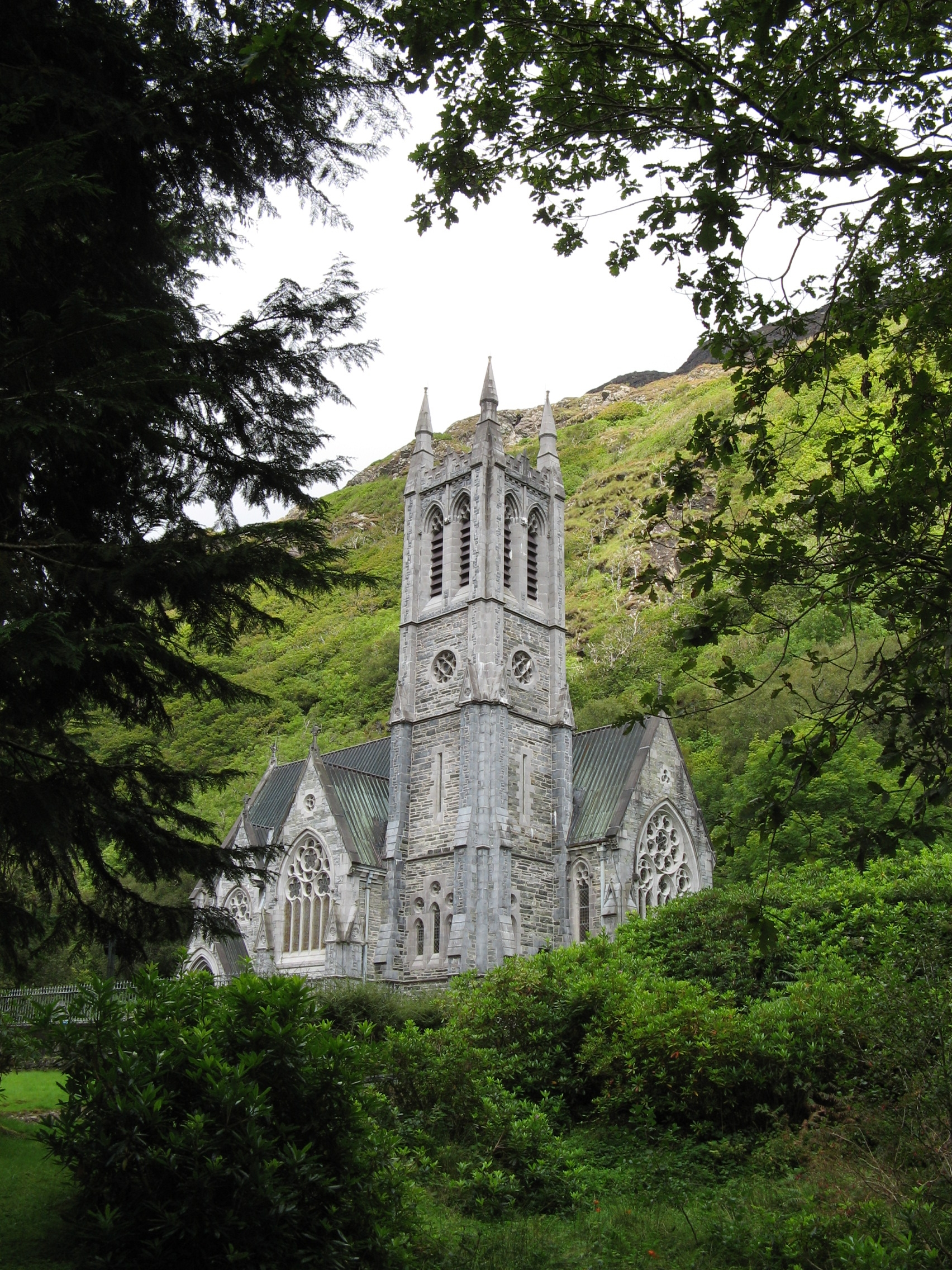
Replica van kathedraal van Norwich (2007)
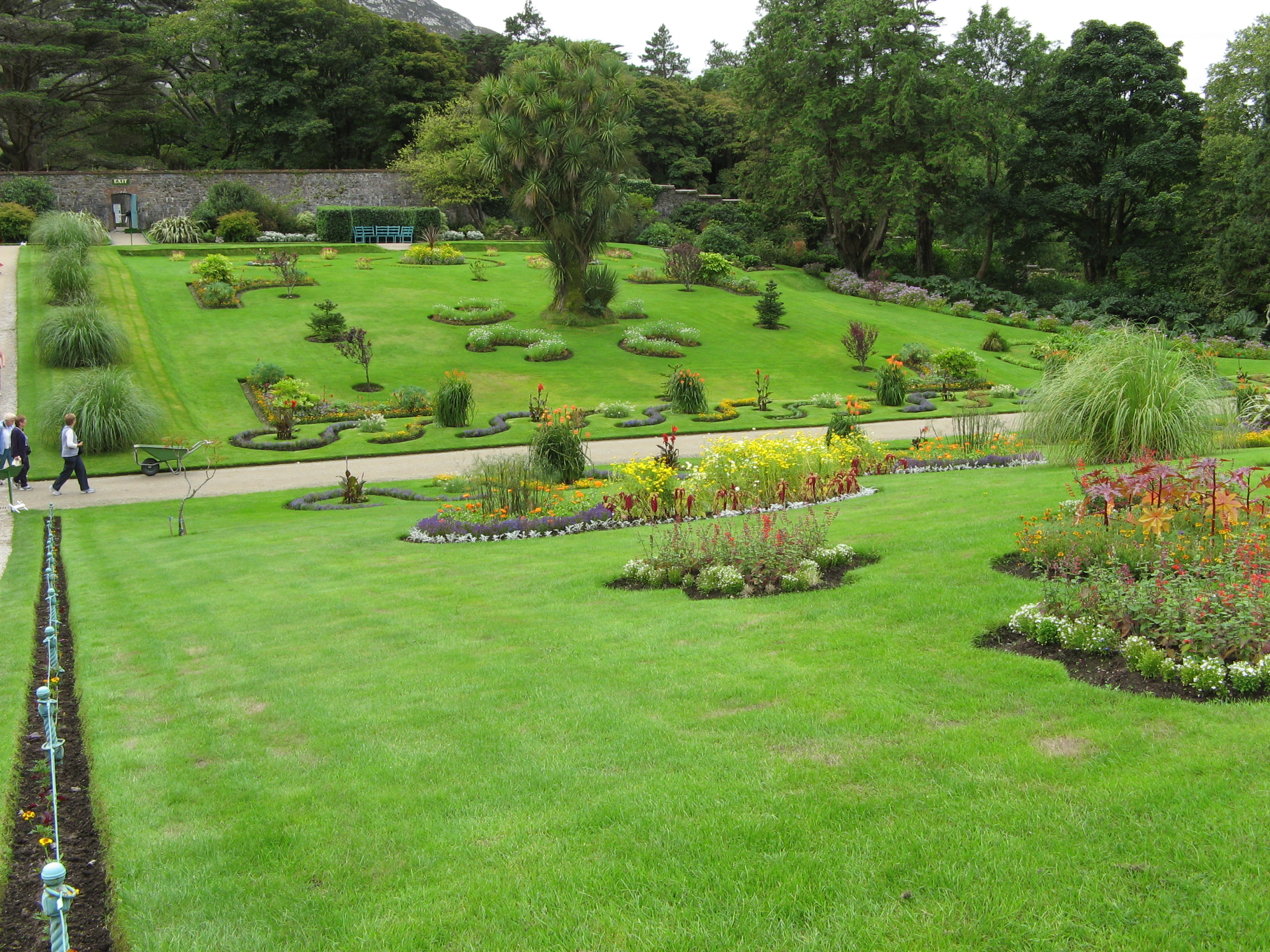
Kasteeltuin (2007)